# Palomar 2
Palomar 2 ist ein Kugelsternhaufen im Sternbild Fuhrmann am Nordsternhimmel der etwa 85.000 Lichtjahre (26,1 kpc) vom Sonnensystem entfernt ist. Er ist ein Mitglied einer Gruppe von 15 Kugelsternhaufen, die man auch Palomar-Haufen nennt, welche in Aufnahmen aus den 1950er Jahren der Himmelsdurchmusterung Palomar Observatory Sky Survey gefunden wurden.
Aktuelle Untersuchungen anhand von Daten des Hubble-Weltraumteleskops ergaben, dass der Kugelsternhaufen eine stellare Gesamtmasse von 140.000 Sonnenmassen besitzt, 13,25 Milliarden Jahre alt ist und eine absolute Helligkeit von −7,8 mag aufweist. Seine Metallizität liegt in dem Bereich von −1,91 ≤ [Fe/H] ≤ −1,58. Aufgrund von Staub in der Blickrichtung ist der Kugelsternhaufen deutlich gerötet.
Das Objekt wurde 1955 von Albert George Wilson entdeckt.